# Puigcerdà
Puigcerdà és una vila de Catalunya capital històrica de la Cerdanya i oficialment de la comarca actual de la Baixa Cerdanya, a més de ser cap del partit judicial de Puigcerdà, a les comarques gironines. El terme municipal limita al nord amb Ur, Enveig, la Tor de Querol, la Guingueta d'Ix i Palau de Cerdanya; i al sud, amb Guils de Cerdanya, Alp, Bolvir i Fontanals de Cerdanya.

## Geografia o medi físic
- Llista de topònims de Puigcerdà (Orografia: muntanyes, serres, collades, indrets…; hidrografia: rius, fonts...; edificis: cases, masies, esglésies, etc.).

### Climatologia
A Puigcerdà el clima és mediterrani pirinenc. Els hiverns són freds amb temperatures mitjanes entre 2 °C i -3 °C de mitjana, i els estius són suaus amb unes temperatures d'entre 14 i 18 °C. Tot l'any hi pot glaçar, prova de l'elevada amplitud tèrmica tant diària com anual.

### Precipitacions
La precipitació mitjana anual és d'uns 700 mm.
| Paràmetres meteorològics per a Puigcerdà | Paràmetres meteorològics per a Puigcerdà | Paràmetres meteorològics per a Puigcerdà | Paràmetres meteorològics per a Puigcerdà | Paràmetres meteorològics per a Puigcerdà | Paràmetres meteorològics per a Puigcerdà | Paràmetres meteorològics per a Puigcerdà | Paràmetres meteorològics per a Puigcerdà | Paràmetres meteorològics per a Puigcerdà | Paràmetres meteorològics per a Puigcerdà | Paràmetres meteorològics per a Puigcerdà | Paràmetres meteorològics per a Puigcerdà | Paràmetres meteorològics per a Puigcerdà | Paràmetres meteorològics per a Puigcerdà |
| Mes                                      | Gen.                                     | Feb.                                     | Mar.                                     | Abr.                                     | Mai.                                     | Jun.                                     | Jul.                                     | Ago.                                     | Sep.                                     | Oct.                                     | Nov.                                     | Dec.                                     | Anual                                    |
| Temp. màx. registrada (°C)               | 20                                       | 24,3                                     | 25,5                                     | 27                                       | 30,2                                     | 37,5                                     | 35,8                                     | 37,1                                     | 31                                       | 26,1                                     | 23,5                                     | 22.6                                     | 37,5                                     |
| ---------------------------------------- | ---------------------------------------- | ---------------------------------------- | ---------------------------------------- | ---------------------------------------- | ---------------------------------------- | ---------------------------------------- | ---------------------------------------- | ---------------------------------------- | ---------------------------------------- | ---------------------------------------- | ---------------------------------------- | ---------------------------------------- | ---------------------------------------- |
| Temp. màx. mitja (°C)                    | 3                                        | 6                                        | 12                                       | 16                                       | 21                                       | 25                                       | 27                                       | 27                                       | 22                                       | 15                                       | 11                                       | 4                                        | 18                                       |
| Temp. mín. mitja (°C)                    | -8                                       | -7                                       | -4                                       | -1                                       | 4                                        | 8                                        | 12                                       | 11                                       | 6                                        | 1                                        | -3                                       | -7                                       | 3                                        |
| Temp. mín. registrada (°C)               | -28,5                                    | -24,5                                    | -14,6                                    | -10,5                                    | -6,3                                     | -1,0                                     | 4,4                                      | 3,8                                      | -4,2                                     | -11,4                                    | -20,4                                    | -29,6                                    | -29,6                                    |
| % precipitació forma pluja               | 22                                       | 32                                       | 56                                       | 86                                       | 94                                       | 98                                       | 99                                       | 99                                       | 96                                       | 87                                       | 52                                       | 31                                       | 74                                       |
| % precipitació forma neu                 | 78                                       | 68                                       | 44                                       | 14                                       | 6                                        | 2                                        | 1                                        | 1                                        | 4                                        | 13                                       | 48                                       | 69                                       | 26                                       |

## Demografia

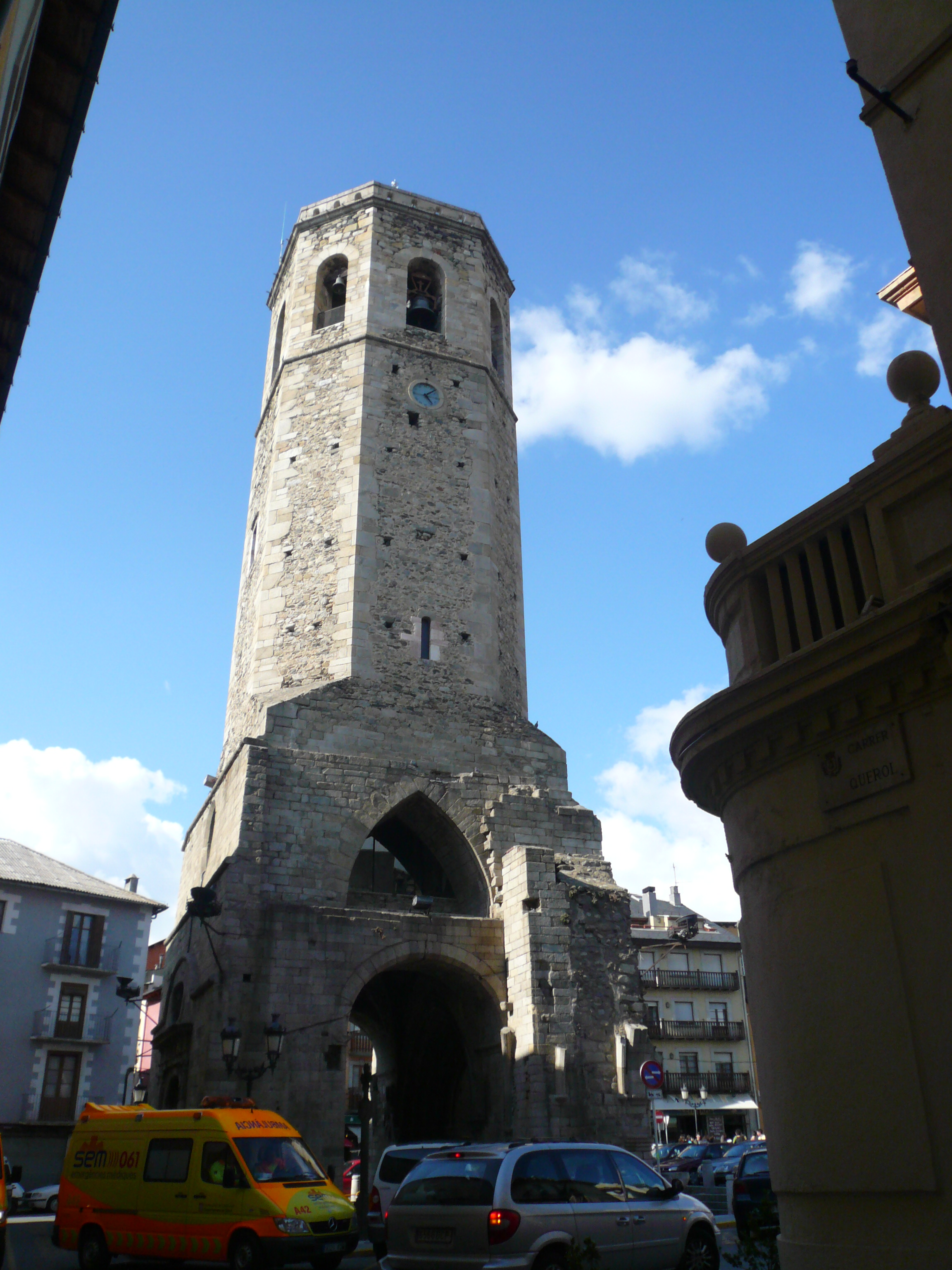
Torre del Campanar

Al llarg dels segles xiii i xiv, es produí una desclosa demogràfica provocada per una economia en alça, fet que dugué la vila a esdevenir una de les principals ciutats de Catalunya pel que fa a nombre d'habitants. El període que abasta del segle xv al XVII fou d'estancament i de recessió; però a partir del segle xviii s'observa una recuperació que perduraria fins a les primeres dècades del segle xix. Després de la Guerra Civil Espanyola sofrí una nova davallada. Els darrers anys, la població ha augmentat significativament en correlació amb la florida de la construcció.
El 1856, incorpora Rigolisa i Ventajola; el 1969, Vilallobent i Age.
| Entitat de població | Habitants (2024) |
| Puigcerdà           | 7.905            |
| la Guingueta        | 970              |
| Deuloféu            | 366              |
| Sant Martí          | 278              |
| Sant Marc           | 233              |
| Age                 | 136              |
| Vilallobent         | 98               |
| Rigolisa            | 44               |
| Ventajola           | 11               |
| Font: Idescat       |                  |

| 1497 f | 1515 f | 1553 f | 1717  | 1787  | 1857  | 1877  | 1887  | 1900  | 1910  |
| ------ | ------ | ------ | ----- | ----- | ----- | ----- | ----- | ----- | ----- |
| 423    | 316    | 408    | 1.388 | 2.036 | 2.613 | 2.645 | 2.931 | 2.861 | 2.982 |

| 1920  | 1930  | 1940  | 1950  | 1960  | 1970  | 1981  | 1990  | 1992  | 1994  |
| ----- | ----- | ----- | ----- | ----- | ----- | ----- | ----- | ----- | ----- |
| 2.749 | 3.090 | 2.845 | 3.595 | 4.561 | 5.526 | 5.818 | 6.475 | 6.365 | 6.365 |

| 1996  | 1998  | 2000  | 2002  | 2004  | 2006  | 2008  | 2010  | 2012  | 2014  |
| ----- | ----- | ----- | ----- | ----- | ----- | ----- | ----- | ----- | ----- |
| 6.356 | 6.580 | 6.902 | 7.774 | 8.370 | 8.859 | 9.365 | 8.746 | 8.957 | 8.761 |

| 2016  | 2018  | 2020  | 2022  | 2024   | 2026 | 2028 | 2030 | 2032 | 2034 |
| ----- | ----- | ----- | ----- | ------ | ---- | ---- | ---- | ---- | ---- |
| 8.810 | 8.981 | 9.486 | 9.484 | 10.008 | -    | -    | -    | -    | -    |

## Història

### Edat mitjana
La vila va ser fundada l'any 1178 per Alfons II d'Aragó, que va manar construir una ciutat sobre un turó anomenat mont Cerdà. Va adquirir els terrenys al monestir de Sant Miquel de Cuixà i hi traspassà la capital de la Cerdanya des d'Ix.
Als anys 1281 i 1309, va patir uns grans incendis que van causar grans danys a la ciutat. Té un gran estany artificial la concessió del qual va ser atorgada pel rei Sanç I de Mallorca, l'any 1310, destinat al regadiu de les terres del terme. Per un document de l'any 1342, se sap que la muralla que envoltava la ciutat tenia vuit portes. El 1428 va tenir lloc un gran terratrèmol que va destruir novament una part de la ciutat. L'ocupació del comtat de la Cerdanya durant la Guerra Civil catalana pel Tractat de Baiona de 1462 tindria lloc quan Puigcerdà va ser presa el 16 de juny de 1463. i no es recuperà per al Principat fins al Tractat de Barcelona el 1493.

### S.XX

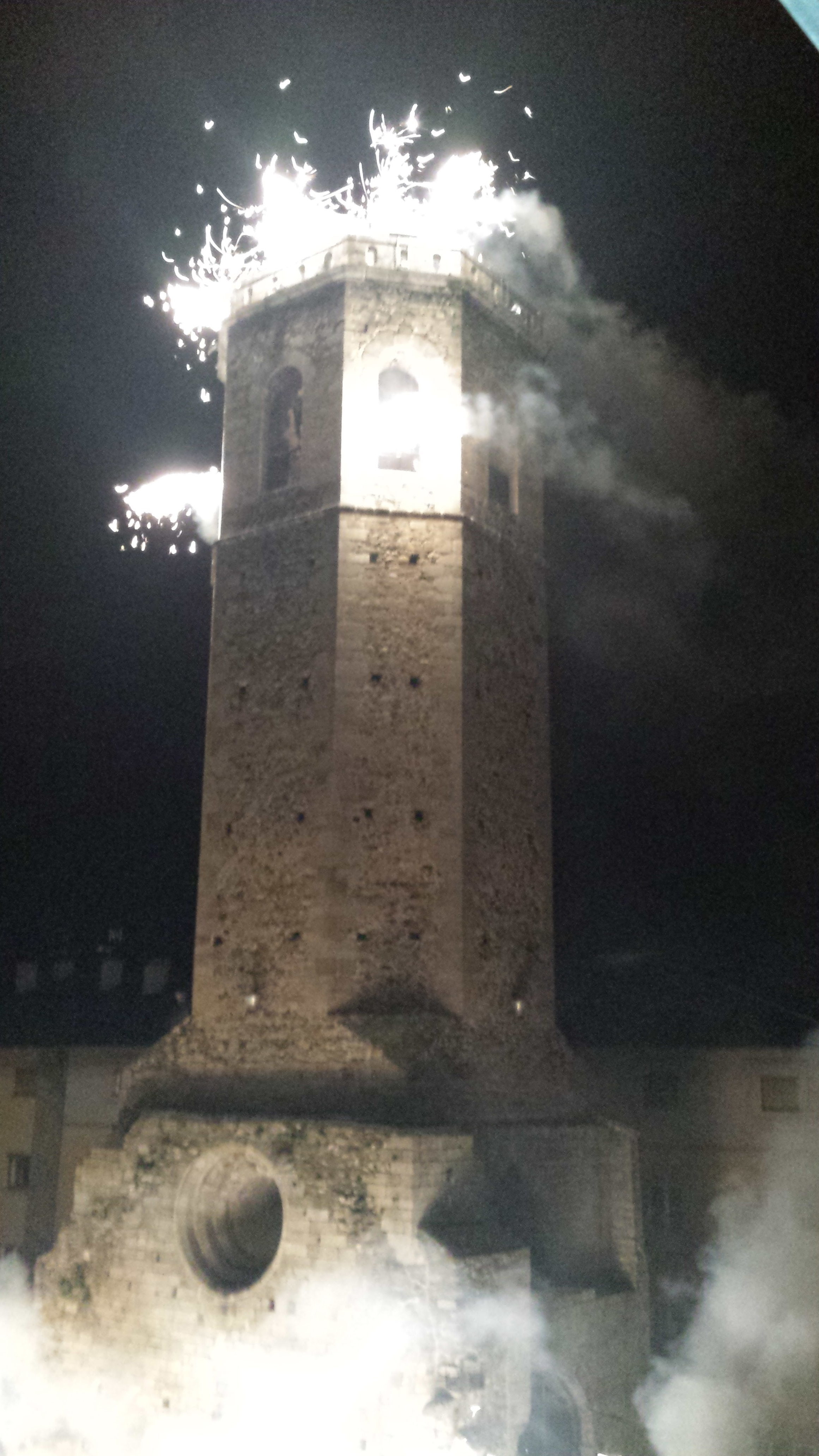
Focs d'artifici al campanar de Puigcerdà. Festa de la Sagristia

La ciutat fou atacada el 1667 en ocasió de la Guerra de Devolució, i s'hi dirigí el Terç de Barcelona de Francesc Granollachs i de Millàs, que estava a Girona, però l'atac francès fou rebutjat abans que arribés.
Durant la Guerra de Successió (1702-1715), Puigcerdà va donar l'obediència a Carles III el 28 d'octubre del 1705. Dos anys després, una incursió de l'exèrcit francès va situar la vila en l'òrbita borbònica fins a la fi del conflicte. En el marc de la Guerra de la Quàdruple Aliança (1718-1720), l'exèrcit francès va tornar a dominar tota la Cerdanya. El seu control va comportar que es restablís, encara que momentàniament, el govern municipal anterior a la Nova Planta.
Durant la Tercera Guerra carlina, Francesc Savalls i Massot va intentar prendre la vila tres vegades, el 1873, 1874 i 1875.

## Economia

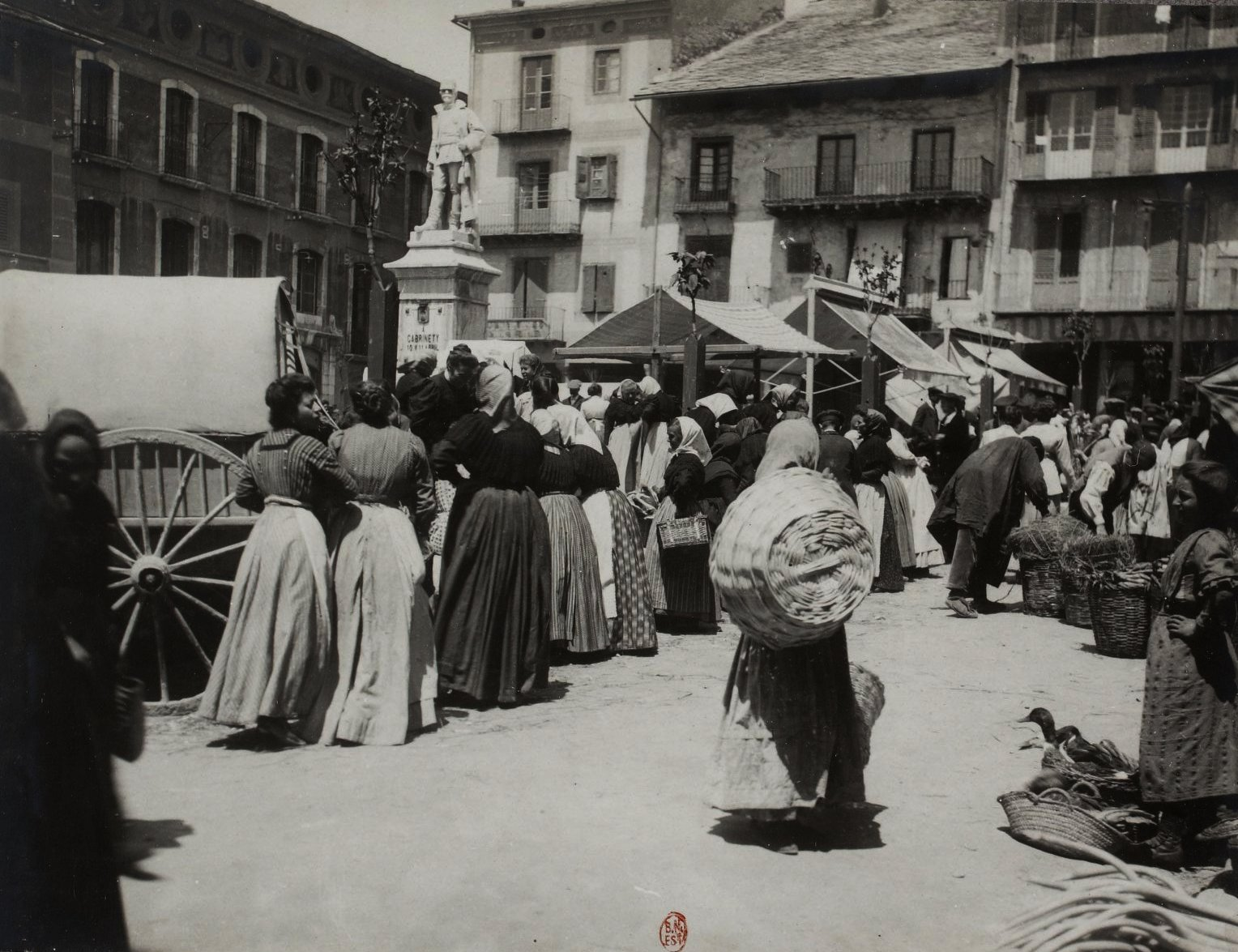
Mercat a la plaça Major a principis del

La seva economia es basa en el turisme i en el sector de la construcció. Els mercats hi són multitudinaris (cada diumenge, hi ha mercat i freqüentment es fan fires artesanals). És un centre important d'esports nòrdics i disposa d'unes quantes estacions d'esquí a pocs quilòmetres (Superbolquera 2000, Pas de la Casa i Alp 2500 (la Molina i Masella). També disposa d'espais de camps de golf: el Golf de Fontanals i el Reial Club de Golf de la Cerdanya. Gràcies a la seva localització, i pel fet de ser una capital comarcal del Pirineu català, és un punt de partida d'excursions de tota mena per a conèixer tots els racons de la comarca.

## Política i administració
| Període     | Alcalde o alcaldessa                                                 | Partit polític      | Data de possessió | Observacions |
| ----------- | -------------------------------------------------------------------- | ------------------- | ----------------- | ------------ |
| 1979–1983   | Josep Turiera-Puigbó Masana (1979-81) Julio Pérez de Rozas (1981-83) | Independent         | 19/04/1979        | --           |
| 1983–1987   | Joan Llombart i Padrós                                               | CiU                 | 28/05/1983        | --           |
| 1987–1991   | Joan Llombart i Padrós                                               | CiU                 | 30/06/1987        | --           |
| 1991–1995   | Francesc Rosell i Blanich                                            | ERC                 | 15/06/1991        | --           |
| 1995–1999   | Joan Carretero i Grau                                                | ERC                 | 17/06/1995        | --           |
| 1999–2003   | Joan Carretero i Grau                                                | ERC                 | 03/07/1999        | --           |
| 2003–2007   | Joan Carretero i Grau / Joan Planella i Casasayas                    | ERC                 | 14/06/2003        | --           |
| 2007–2011   | Joan Planella i Casasayas                                            | ERC                 | 16/06/2007        | --           |
| 2011–2015   | Albert Piñeira Brosel                                                | CiU                 | 11/06/2011        | --           |
| 2015–2019   | Albert Piñeira Brosel                                                | CiU                 | 13/06/2015        | --           |
| 2019-2023   | Albert Piñeira Brosel                                                | JxCAT               | 15/06/2019        | --           |
| Des de 2023 | Jordi Gassió i Borràs                                                | Junts per Catalunya | 17/06/2023        | --           |

| Candidatura | Candidatura                                         | Cap de llista         | Vots  | Regidors | % vots |
| ----------- | --------------------------------------------------- | --------------------- | ----- | -------- | ------ |
|             | Junts per Catalunya                                 | Albert Piñeira Brosel | 2.149 | 9        | 58,73  |
|             | Esquerra Republicana de Catalunya                   | Joan Manel Serra      | 955   | 3        | 26,10  |
|             | Partit Popular                                      | Meritxell Forment     | 277   | 1        | 7,57   |
|             | COMPROMÍS PER PUIGCERDÀ-CANDIDATURA DE PROGRÉS (CP) | Ester Jiménez         | 196   | -        | 5,36   |
| Total       | Total                                               | 3.577                 | 3.577 | 13       |        |

En aquest municipi, l'any 1985, cau detinguda la direcció de l'organització terrorista Terra Lliure per forces policials.
El 16 de setembre del 2009, l'aleshores regidor del PSC-PSOE Ramon Serra i Codinachs va anunciar que abandonaria la seva formació per afiliar-se a Reagrupament quan aquesta esdevingués un partit polític.

## Llocs d'interès
- Estany de Puigcerdà. Estany artificial del qual se'n té notícia des de l'any 1260. Al segle xix, s'afegí a l'estany el Parc Schierbeck, impulsat pel cònsol danès German Schierbeck. Va ser remodelat el 1992.
- El Campanar. Torre del segle xii. Són les úniques restes visibles de l'antiga església parroquial de Santa Maria que fou destruïda l'any 1936.[8] Acull avui dia l'oficina de turisme.
- Església de Sant Tomàs de Ventajola. Església romànica documentada des de l'any 958.
- Museu Cerdà[9]
- L'estació de ferrocarril. Línia 3 de Renfe Rodalies (la Tor de Querol-Puigcerdà-Barcelona-l'Hospitalet de Llobregat).
- Convent de Sant Domènec. Fundat el 1290 pels dominics i ampliat durant el regnat de Jaume II. Va patir desperfectes durant el terratrèmol del 1428 i durant la Guerra del Francès. El 1835, el convent va ser suprimit i va passar a allotjar, primer, una caserna i, posteriorment, una escola. En resta una part del claustre del 1610. Actualment, és la seu de la Biblioteca Comtat de Cerdanya i del Casal d'avis Sant Domènec de Puigcerdà.[10]
- L'Hospital de Puigcerdà
- Al cementiri hi ha la tomba de Josep Lluís Ortega Monasterio (Santoña, Cantàbria, 1918 - Barcelona, 2004) compositor d'havaneres.

## Entitats i associacions
- Associació Universitària de Cerdanya (AUCer)
- Cerdanya Film Commission
- Grup de Recerca de Cerdanya

## Fires i festes
- Puigcerdà: 21 de juliol (Festa Major del Roser) i 8 de setembre (Festa Mare de Déu de la Sagristia)
- Age: 7 de gener (Sant Julià) i 7 de juny (Festa d'Age)
- Ventajola: 3 de juliol (Sant Tomàs) i 22 de desembre (Festa Major)
- Vilallobent: 6 de setembre (Festa Major) i 1 de desembre (Sant Andreu).
- 25 de juliol, Aplec de Sant Jaume
- Primer cap de setmana d'agost, Festival Internacional de Cinema de Cerdanya[11][12][13][14]
- Tercer cap de setmana d'agost, Festa de l'Estany[15][16]
- Primer cap de setmana de novembre, fira de bestiar
- Proximitats de la castanyada, Nit de les ànimes
- Altres dates d'interés:

Festa del Trinxat: febrer
Fira de Primavera: abril
Festa de l'Estany: agost
Fira del Cavall: novembre

## Persones il·lustres

### Històrics
- Joan Onofre d'Ortodó (?-1616), notari i diputat a les Corts Catalanes
- Lluís de Sanç i Manegat (1547-1620), primer bisbe de Solsona
- Sever Tomàs Auter (1630-1700), bisbe de Girona i de Tortosa
- Bonaventura Vernis i Juvés (1886-1936), alcalde de Puigcerdà
- Joan Puigbó Casamitjana (1823-1906), defensor de la vila dels atacs carlins (Cal Puigbó)
- Josep Clausolles i Ponent (1825-1907), fill adoptiu de Puigcerdà
- Miquel Salvadó i Llorens (1838-1921), industrial i financer del segle xix
- Higini de Rivera Sempere (1843-1911), fill adoptiu de Puigcerdà
- Josep Maria Martí i Terrada (1837-1917), farmacèutic i alcalde
- Miquel Bernades i Mainader (?-1771), metge i botànic del s. XVIII
- Jaume Martí i Sanjaume (Batet, 1872-Alp, 1936 ), mossèn creador del primer arxiu comarcal
- Josep Pons i Gasch (1821-1881), alcalde de Puigcerdà
- Ramon Cosp i Esteve (1870-1936), comerciant i alcalde de Puigcerdà
- German Schierbeck (1842-1912), promotor del Parc Schierbeck, a l'estany de Puigcerdà
- Rafael Carreras Puigdengolas (1933-2013), arquitecte tècnic i dissenyador
- Dionís Puig i Soler (1854-1921), meteoròleg cerdà
- Francesc Piguillem i Verdacer (1770-1826), metge, professor i escriptor, que introduí la vacuna antiverolosa als Països Catalans
- Joan Fabra i Floreta (1817-segle xix), comerciant i polític cerdà
- Josep Postius i Saura (1914-1993), fotoperiodista cerdà
- Maria Carme Surroca de Pastors (1871-1916), religiosa de les Germanes de la Sagrada Família d'Urgell
- Pere Blasi i Maranges (1886-1961), pedagog, geògraf i polític català
- Pere Borrell del Caso (1835-1910), fou un pintor català
- Sebastià Bosom i Isern (1955-2008), director de l'Arxiu Comarcal de la Cerdanya

### Actuals
- Antoni Pallarès i Tuset (1932), regidor de l'ajuntament de Barcelona pel districte de Les Corts
- Albert Piñeira i Brosel (1980), exalcalde de Puigcerdà
- Joan Carretero i Grau (Tremp, 1955), metge i polític català
- Josep Moliner i Florensa (1936), empresari i polític cerdà
- José Antonio Hermida i Ramos (1978), ciclista i campió del món de BTT